# Squigglevision
Squigglevision is een soort computeranimatiestijl die gebruikt wordt voor bepaalde cartoons.

## Kenmerken
Enkel de personen en de voorgrondobjecten worden gekleurd, terwijl de achtergrond zwart/wit blijft. De kleuren vertonen een typisch bevend karakter.  In vergelijking met andere technieken is deze techniek erg snel en eenvoudig te produceren.  Er zijn niet veel tekeningen nodig om het geheel toch dynamisch te laten overkomen (door de constante trillingen van de kleuren).
Tom Snyder van Tom Snyder Productions heeft deze techniek uitgevonden met zijn animatiebedrijf Soup2Nuts.

## Gebruik
- Dick and Paula Celebrity Special
- Dr. Katz, Professional Therapist
- Home Movies (enkel het eerste seizoen)
- Science Court
- Ed, Edd 'n Eddy